# Madona din Kiev
Madona din Kiev reprezintă imaginea iconică a unei femei alăptând un copil, în timp ce era adăpostită în subteranele metroului din Kiev pentru a se adăposti de bombardamentelor executate de trupele Rusiei asupra capitalei Ucrainei în 2022, în timpul invadării acesteia de către Forțele armate ale Federației Ruse. 
Fotografiată de către jurnalistul András Földes, imaginea ucrainencei care alăptează a căpătat o largă răspândire, devenind atât o ilustrare a unei crize umanitare și a unui război nedrept, cât și o sursă de inspirație pentru pictarea unei icoane expusă într-o biserică catolică din Mugnano di Napoli și transformată într-un simbol artistic al rezistenței și speranței.

## Istoric

Tatiana Blijniak alăptându-și copilul în subteranele metroului kievean.

În primele zile ale războiului declanșat de Rusia în Ucraina, imaginea Tatianei Blijniak, în vârstă de 27 de ani și care-și alăpta fiica Maricika în vârsta de trei luni în tunelurile subterane ale metroului kievean, unde se adăpostea de bombardamente, a fost remarcată și fotografiată în mod spontan de către jurnalistul maghiar András Földes, în timp ce sirenele antiaeriene răsunau deasupra. Femeia, împreună cu soțul și copilul ei, se aflau în subteran din data de 25 februarie 2022. Deși ar fi trebuit să se evacueze la 26 februarie, aceștia nu putuseră părăsi tunelul unde se adăpostiseră, datorită luptelor.
Fotografia s-a viralizat și a fost remarcată, fiind distribuită chiar și de siteul oficial al Vaticanului. Printre persoanele care au remarcat-o s-a aflat și artista ucraineană originară din Dnipro, Marina Solomenikova, motiv pentru imaginea iconică a femeii a fost folosită de aceasta ca sursă de inspirație pentru un portret al Fecioarei Maria alăptându-și pruncul. În imagine, gluga ucrainencei a devenit voalul Mariei, capul acesteia fiind ilustrat în fața unei hărți a metroului. La data de 5 martie 2020 artista a postat portretul creat, online.
La solicitarea preotului iezuit Viaceslav Okun, o copie pe pânză a portretului, intitulată de acesta Madona din metrou, a ajuns în Italia pentru a fi ținută acolo unde preotul urma să slujească. În Joia Mare, arhiepiscopul de Napoli⁠(en)[traduceți] a consacrat pictura drept obiect de cult, icoana fiind expusă la biserica Sacro Cuore di Gesù⁠(it)[traduceți] din Mugnano di Napoli, unde căpătat supranumele de Madona din Kiev. Icoana a fost consacrată înainte ca Papa Francisc să consacre, la rândul să la 25 martie 2022, Rusia și Ucraina inimii neprihănite a Mariei.
Ulterior, Tatiana Blijniak s-a refugiat la Liov.

## Semnificație
Imaginea a devenit atât o ilustrare a unei crize umanitare și a unui război nedrept, cât și un simbol al speranței și al rezistenței tăcute a ucrainenilor.
La rândul său portretul a devenit un simbol al unei Fecioare Maria modernă, ce asemeni mamei lui Isus din Nazaret care se adăpostea de amenințarea lui Irod, se adăpostește astăzi de violența războiului și își alăptează pruncul aidoma acesteia.